# Johann Leopold von Trautson
Johann Leopold von Trautson (nome completo in tedesco Johann Leopold Donat; Vienna, 21 maggio 1659 – Sankt Pölten, 18 o 19 ottobre 1724) è stato un nobile e politico austriaco.

## Biografia
Membro di un'antica famiglia austriaca che aveva il titolo di conte dal 1589, Johann Leopold von Trauston era figlio del governatore della Bassa Austria, il conte Johann Franz von Trautson (1609–1663) e della sua terza moglie Margareta von Rappach (1621–1705). Suo fratellastro era Ernst von Trautson, futuro vescovo di Vienna. Nel 1673 acquistò la tenuta di Český Rudolec, che poi rimase di famiglia fino al 1741.
Fin da giovane fu impiegato alla corte dell'arciduca Giuseppe, futuro imperatore Giuseppe I, attività che lo mise in contatto coi principali esponenti dello stato e gli facilitò una rapida carriera nella scala sociale dell'epoca. Nel 1683 divenne consigliere imperiale, ciambellano e infine consigliere privato dell'imperatore. Dal 1694 venne nominato ciambellano personale dell'arciduca Giuseppe e nel 1698 ricevette l'Ordine del Toson d'oro, la più alta onorificenza imperiale. Nella corrispondenza e nelle memorie dei suoi contemporanei fu definito di temperamento accomodante e per niente incline al conflitto.
Quando Giuseppe I divenne imperatore, Trautson fu nominato Oberhofmeister e presidente del consiglio segreto di stato (1705–1711), condividendo una quota di influenza e potere con il famoso feldmaresciallo principe Eugenio di Savoia. Poco prima della morte di Giuseppe I, fu elevato al rango di principe (1711), confermatogli poi anche dall'imperatore Carlo VI. Dovette poi lasciare i propri incarichi a corte, ma rimase membro del consiglio segreto di stato. Dopo la morte del principe di Liechtenstein, divenne nuovamente Oberhofmeister e tale rimase sino alla propria morte (1721–1724). Partecipò all'incoronazione di Carlo VI a re di Boemia (1723), soggiornando per alcuni mesi ospite dei Colloredo nel loro palazzo. Dal 1712 commissionò all'architetto Johann Bernhard Fischer von Erlach la costruzione di un palazzo di famiglia a Vienna.
Alla sua morte, venne sepolto nella tomba di famiglia nella chiesa di San Michele di Vienna. La sua tomba fu progettata dal noto architetto Joseph Emanuel Fischer von Erlach e realizzata dal noto scultore boemo Ferdinand Maximilian Brokoff.

## Matrimonio e figli

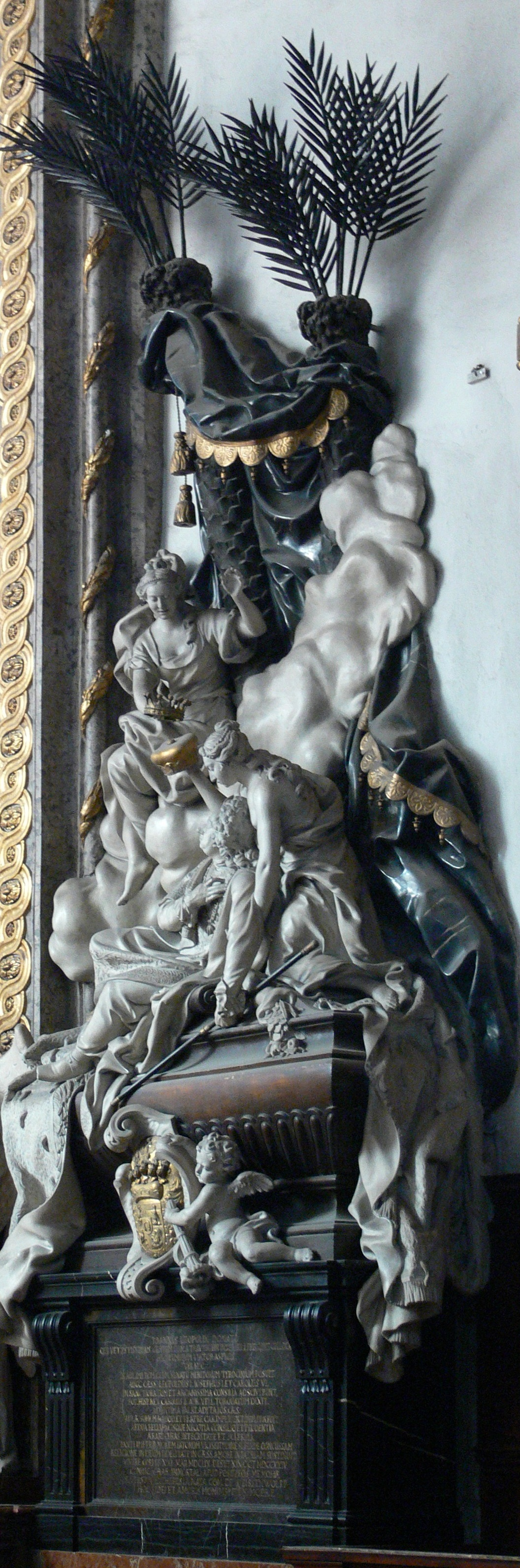
La tomba di Johann Leopold von Trautson nella chiesa di San Michele a Vienna

Johann Leopold sposò la contessa Maria Theresia Ungnad von Weißenwolff (1678–1741). La coppia ebbe dodici figli, molti dei quali morirono in tenera età. Raggiunsero l'età adulta:
- Johann Wilhelm (1700 - 1775), II principe di Trautson
- Maria Christina (1702 - 1743), sposò nel 1726 il conte Ottokar von Starhemberg († 15 ottobre 1733)
- Johann Josef (1704 - ?), cardinale, arcivescovo di Vienna
- Franz Karl (1707-?)
- Maria Franziska (1708–1761), sposò il principe Heinrich Josef von Auersperg
- Maria Elisabeth (1709-?)
- Ludovika Franziska (1713-?)

## Ascendenza
|                                                     |                       |                                                 | Genitori                                         |  |  | Nonni |  |  | Bisnonni                                     |  |  | Trisnonni                              |  |
|                                                     |                       |                                                 |                                                  |  |  |       |  |  | Johann von Trautson, barone di Sprechenstein |  |  | Johann von Trautson, signore di Matrei |  |
|                                                     |                       |                                                 |                                                  |  |  |       |  |  | Johann von Trautson, barone di Sprechenstein |  |  | Johann von Trautson, signore di Matrei |  |
|                                                     |                       | Maria Sigwein                                   |                                                  |  |  |       |  |  | Johann von Trautson, barone di Sprechenstein |  |  |                                        |  |
| Paul Sixt von Trautson, I conte di Falkenstein      |                       |                                                 |                                                  |  |  |       |  |  | Johann von Trautson, barone di Sprechenstein |  |  |                                        |  |
|                                                     |                       | Brigida Madruzzo                                | Giovanni Gaudenzio Madruzzo, barone di Madruzzo  |  |  |       |  |  |                                              |  |  |                                        |  |
|                                                     |                       | Brigida Madruzzo                                | Giovanni Gaudenzio Madruzzo, barone di Madruzzo  |  |  |       |  |  |                                              |  |  |                                        |  |
|                                                     |                       | Brigida Madruzzo                                | Euphemia von Sparenberg                          |  |  |       |  |  |                                              |  |  |                                        |  |
| Johann Franz von Trautson, III conte di Falkenstein |                       | Brigida Madruzzo                                |                                                  |  |  |       |  |  |                                              |  |  |                                        |  |
|                                                     |                       | Ferdinand Helfrich von Meggau, barone di Meggau | Helfried von Meggau, signore di Creutzen         |  |  |       |  |  |                                              |  |  |                                        |  |
|                                                     |                       | Ferdinand Helfrich von Meggau, barone di Meggau | Helfried von Meggau, signore di Creutzen         |  |  |       |  |  |                                              |  |  |                                        |  |
|                                                     |                       | Ferdinand Helfrich von Meggau, barone di Meggau | Veronica von Mainburg                            |  |  |       |  |  |                                              |  |  |                                        |  |
| Susanna Veronika von Meggau                         |                       | Ferdinand Helfrich von Meggau, barone di Meggau |                                                  |  |  |       |  |  |                                              |  |  |                                        |  |
|                                                     |                       | Susanna Veronica von Harrach-Rohrau             | Leonhard IV von Harrach-Rohrau, barone di Rohrau |  |  |       |  |  |                                              |  |  |                                        |  |
|                                                     |                       | Susanna Veronica von Harrach-Rohrau             | Leonhard IV von Harrach-Rohrau, barone di Rohrau |  |  |       |  |  |                                              |  |  |                                        |  |
|                                                     |                       | Susanna Veronica von Harrach-Rohrau             | Barbara von Windisch-Graetz                      |  |  |       |  |  |                                              |  |  |                                        |  |
| Johann Leopold von Trautson                         |                       | Susanna Veronica von Harrach-Rohrau             |                                                  |  |  |       |  |  |                                              |  |  |                                        |  |
|                                                     | Christoph von Rappach | Johann Christoph von Rappach                    |                                                  |  |  |       |  |  |                                              |  |  |                                        |  |
|                                                     | Christoph von Rappach | Johann Christoph von Rappach                    |                                                  |  |  |       |  |  |                                              |  |  |                                        |  |
|                                                     | Christoph von Rappach | Anna von Ternick                                |                                                  |  |  |       |  |  |                                              |  |  |                                        |  |
| Christoph von Rappach, signore di Rappach           | Christoph von Rappach |                                                 |                                                  |  |  |       |  |  |                                              |  |  |                                        |  |
|                                                     |                       | Anna von Harrach zu Rohrau                      | Leonhard IV von Harrach-Rohrau, barone di Rohrau |  |  |       |  |  |                                              |  |  |                                        |  |
|                                                     |                       | Anna von Harrach zu Rohrau                      | Leonhard IV von Harrach-Rohrau, barone di Rohrau |  |  |       |  |  |                                              |  |  |                                        |  |
|                                                     |                       | Anna von Harrach zu Rohrau                      | Barbara von Windisch-Graetz                      |  |  |       |  |  |                                              |  |  |                                        |  |
| Maria Margareta von Rappach                         |                       | Anna von Harrach zu Rohrau                      |                                                  |  |  |       |  |  |                                              |  |  |                                        |  |
|                                                     |                       | Paris von Sonderndorfer, barone di Sonderndorf  | Christoph von Sonderndorfer                      |  |  |       |  |  |                                              |  |  |                                        |  |
|                                                     |                       | Paris von Sonderndorfer, barone di Sonderndorf  | Christoph von Sonderndorfer                      |  |  |       |  |  |                                              |  |  |                                        |  |
|                                                     |                       | Paris von Sonderndorfer, barone di Sonderndorf  | Katharina von Scherenberg                        |  |  |       |  |  |                                              |  |  |                                        |  |
| Sophie von Sonderndorf                              |                       | Paris von Sonderndorfer, barone di Sonderndorf  |                                                  |  |  |       |  |  |                                              |  |  |                                        |  |
|                                                     |                       | Maria Praun                                     | Erasmus Praun                                    |  |  |       |  |  |                                              |  |  |                                        |  |
|                                                     |                       | Maria Praun                                     | Erasmus Praun                                    |  |  |       |  |  |                                              |  |  |                                        |  |
|                                                     |                       | Maria Praun                                     | Anna Geyer                                       |  |  |       |  |  |                                              |  |  |                                        |  |
|                                                     |                       | Maria Praun                                     |                                                  |  |  |       |  |  |                                              |  |  |                                        |  |